# Filaret
Filaret, nacido Kiril Varfoloméyevich Vajroméyev – en ruso: Кири́лл Варфоломе́евич Вахроме́ев – (Moscú; 21 de marzo de 1935-Minsk; 12 de enero de 2021) fue Metropolitano de Minsk y Slutsk, el Patriarca de Filaret de los bielorrusos.

## Biografía
Nació en 1935 en Moscú, en la República Socialista Federativa Soviética de Rusia, Vakhromeev asistió a la Academia Teológica de Moscú en 1954 luego de pasar un año en el seminario. Durante el curso de sus estudios, eligió el nombre Filaret en 1959. Dos años después se graduó en la Academia con el doctorado en teología.
Vakhromeev, luego de servir en Minsk, Kaliningrado y Moscú, fue designado metropolitano de Minsk y la entera República Socialista Soviética de Bielorrusia en 1978.
En 1989, cuando el colapso de la Unión Soviética fue inminente, fue designado para convertirse en el patriarca del nuevo estado de Bielorrusia.
También sirvió durante un término corto en el Consejo de SSR Bielorruso como diputado de la gente. En 2006, por sus trabajos en la Iglesia Ortodoxa Rusa y por llevarle espiritualidad a la gente de Bielorrusia, fue condecorado con el Héroe de Bielorrusia por el presidente Alexander Lukashenko.
Dimitió el 25 de diciembre de 2013 y fue sucedido por Metropolitano Pavel.
Filaret murió de COVID-19 el 12 de enero de 2021. Tenía ochenta y cinco años.